# گاردزمن
گاردزمن (انگلیسی: The Guardsman) فیلمی به کارگردانی سیدنی فرانکلین است که در سال ۱۹۳۱ منتشر شد. از بازیگران آن می‌توان به آلفرد لانت، لین فانتن، رولاند یانگ و آن دواراک اشاره کرد.